# Bendung (Tanara)
Bendung is een bestuurslaag in het regentschap Serang van de provincie Banten, Indonesië. Bendung telt 5083 inwoners (volkstelling 2010).